# Клобуцк
Кло̀буцк (на полски: Kłobuck) е град в Полша, Силезко войводство. Административен център е на Клобушка окръг, както и на градско-селската Клобушка община. Заема площ от 47,46 км2.

## Население
Според данни от полската Централна статистическа служба, към 1 януари 2014 г. населението на града възлиза на 13 246 души. Гъстотата е 279 души/км2.

## Побратимени градове
- Щурово, Словакия
- Коростен, Украйна
- Мостиска, Украйна